# Me Time
Me Time és una buddy movie de comèdia estatunidenca del 2022 escrita i dirigida per John Hamburg. La pel·lícula és protagonitzada per Kevin Hart, Mark Wahlberg i Regina Hall. La pel·lícula es va estrenar el 26 d'agost de 2022 a Netflix amb subtítols en català.

## Sinopsi
Un pare que es queda a casa es troba per primera vegada en anys amb temps lliure per ell mateix, mentre la seva dona i els seus fills són fora. Torna a connectar amb el seu antic millor amic durant un cap de setmana salvatge que gairebé capgira la seva vida.

## Repartiment
- Kevin Hart com a Sonny Fisher
- Mark Wahlberg com a Huck Dembo
- Regina Hall com a Maya Fisher
- Jimmy O. Yang com a Stan Berman
- Luis Gerardo Méndez com a Armando Zavala
- Andrew Santino com a Alan Geller
- John Amos com a Gil
- Anna Maria Horsford com a Connie
- Segell com ell mateix

## Producció
El febrer de 2021, Kevin Hart es va unir al repartiment. L'agost, Mark Wahlberg i Regina Hall s'hi van afegir. El setembre de 2021, Jimmy O. Yang i Luis Gerardo Méndez també s'hi van unir. El rodatge va tenir lloc als Sunset Gower Studios. El 14 de setembre, un tècnic escènic va ser traslladat a un centre sanitari local després de patir una caiguda de 9 metres al plató.